# Militaires de la Nouvelle-France

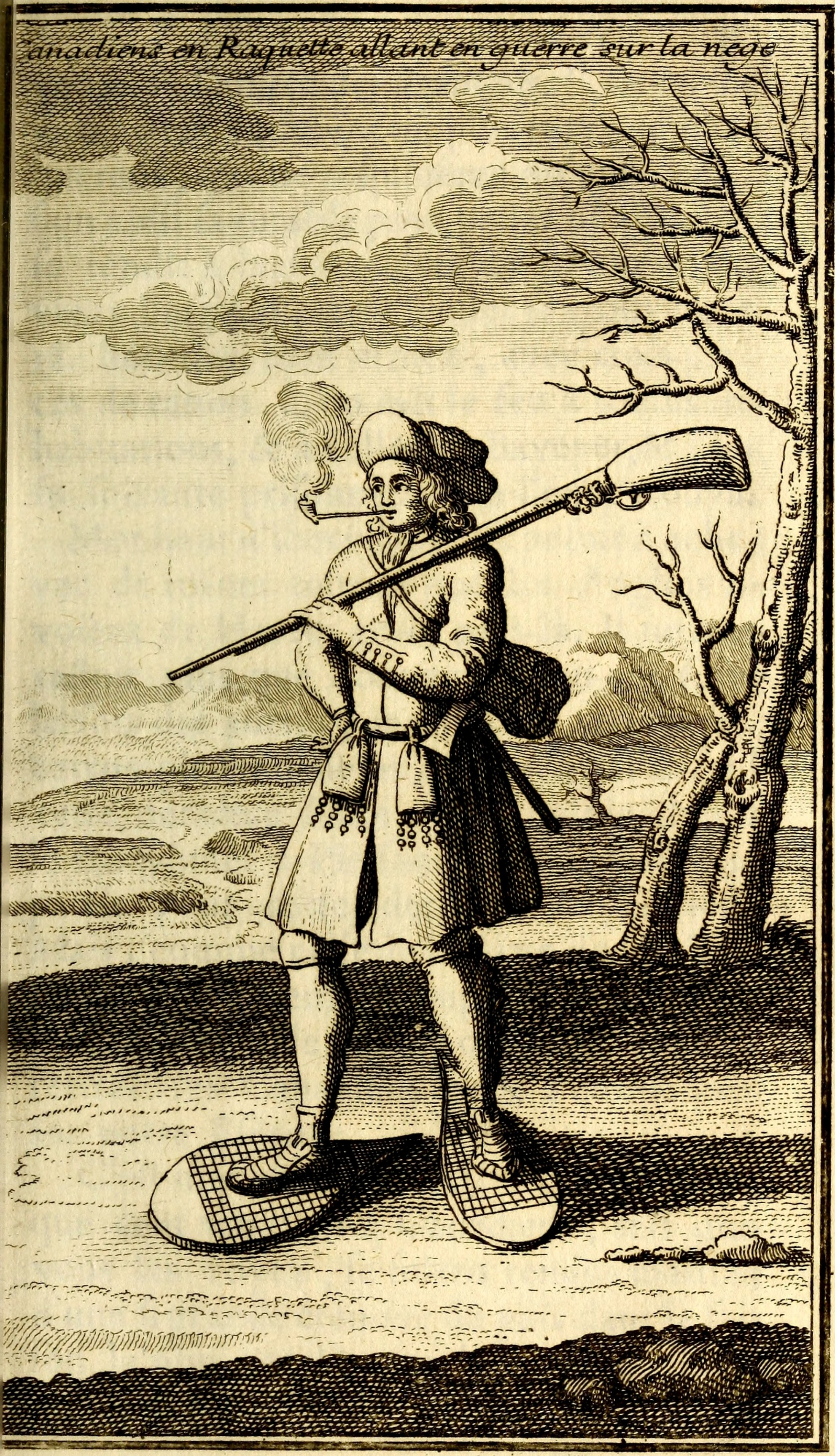
Soldat ou milicien canadien français en tenue de guerre hivernale, fin XVIIe siècle, début XVIIIe siècle.

Les militaires de la Nouvelle-France consistaient en soldats réguliers de l'armée française, la marine française et la milice canadienne, qui étaient volontaires.
Avant 1690, la plupart des troupes étaient venues de la France. Cependant, en 1669, Louis XIV ordonna que tout homme de l'âge de 16 à 60 ans fasse son service militaire, de sorte que toutes les paroisses aient une milice. À partir de 1690, de plus en plus de soldats étaient canadiens et ils l’étaient presque tous vers 1720.

## Installations

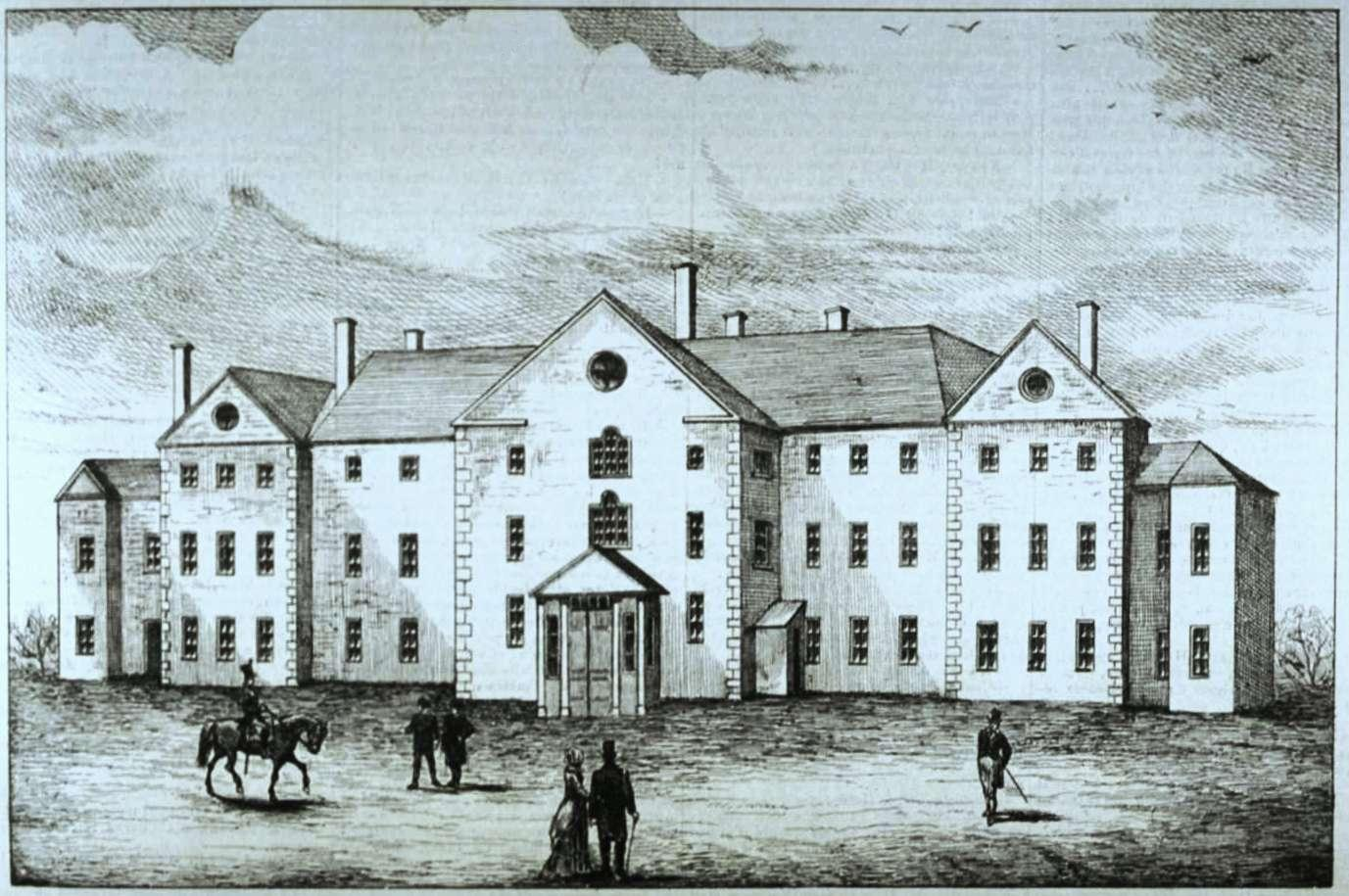
Château Saint-Louis

Les Français et les Canadiens construisirent plusieurs forts de Terre-Neuve jusqu'à la Louisiane et en restaurèrent d'autres capturés des Britanniques durant les XVIe et XVIIe siècles.
- Château Saint-Louis - construit en 1648 avec 16 redoutes; reconstruit et détruit par un incendie en 1834
- Citadelle de Québec 1693-1872
- Citadelle de Montréal 1690-1821
- Forteresse de Louisbourg, Louisbourg (Isle Royale) 1720-1758 - détruit en 1760 et reconstruit partiellement dans les années 1960 comme musée.
- Port-Royal 1605-1613
- Port-Royal, Acadie 1613-1755
- Fort Anne 1636-1713
- Fort Beauharnois 1727-
- Fort Beauséjour 1751-1835
- Fort Boishébert avant 1696 à 1751
- Fort Bon Secours 1685-

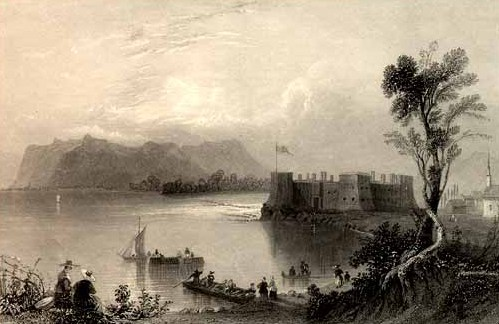
Fort Chambly 1840

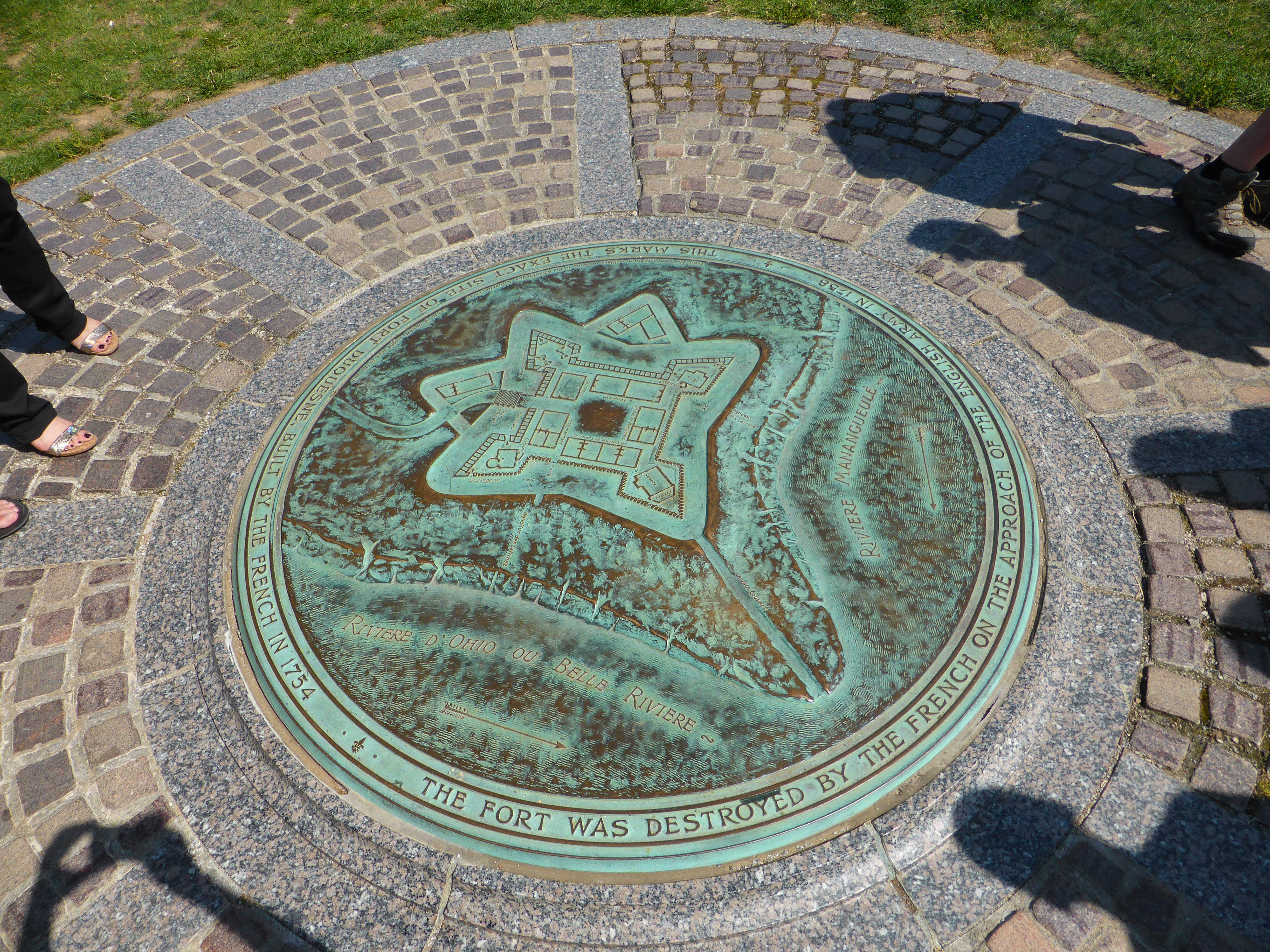
Plaque mentionnant à Pittsburg la construction de Fort Duquesne en 1754.

- Fort Bourbon 1684 (par les Britanniques); capturé en 1692 par les Français, puis plusieurs fois par les Canadiens et retourné en 1713
- Fort Carillon 1755-1759
- Fort Chambly 1675-1776
- Fort Champlain
- Fort-Coulonge
- Fort Crevier 1687-1701
- Fort Dauphin 1741-?
- Fort de la Montagne, Mont-Royal 1685 - Québec et demeure du gouverneur, détruit par un incendie en 1854
- Fort du Sault Saint-Louis 1725-
- Fort Douville 1720-1730
- Fort Duquesne 1754-1758
- Fort Frontenac Fortenac 1673-1758; reconstruit en 1783
- Fort Gaspareaux 1751-1756
- Fort Caministigoyan
- Fort La Baye 1717-1760

- Fort La Biche 1753-1757
- Fort La Reine 1738-?
- Fort Le Boeuf 1753-1763

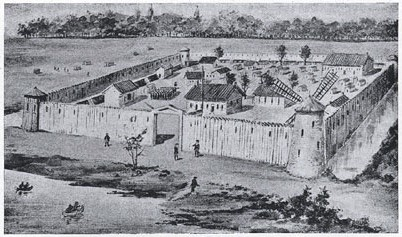
Musée virtuel du Canada Fort Lachine (1913)

- Fort Lachine (Fort Rémy) 1672-1873 site du massacre de Lachine; abandonné en 1825 et détruit en 1873
- Fort de La Corne 1753-?
- Fort La Jonquière 1751-?
- Fort La Pointe 1693-1759
- Fort Laprairie, La Prairie 1687-1713; site de la Bataille de Laprairie 1691
- Fort La Reine 1738-1852
- Fort Le Sueur 1695-
- Fort Machault 1754-1763
- Fort Maurepas 1734-
- Fort Ménagouèche 1751-1755
- Fort Miami 1679-1680
- Fort Miamis 1702-1760
- Fort Michilimakinac 1715-1780
- Fort Michipicoton 1725-1904

- Fort Nashwaak 1692-1700
- Fort Niagara 1726-
- Fort Ouiatenon 1717-1791
- Fort Paskoya 1741-
- Fort Pentagouët 1613-1674
- Fort Pimiteoui1691-1812

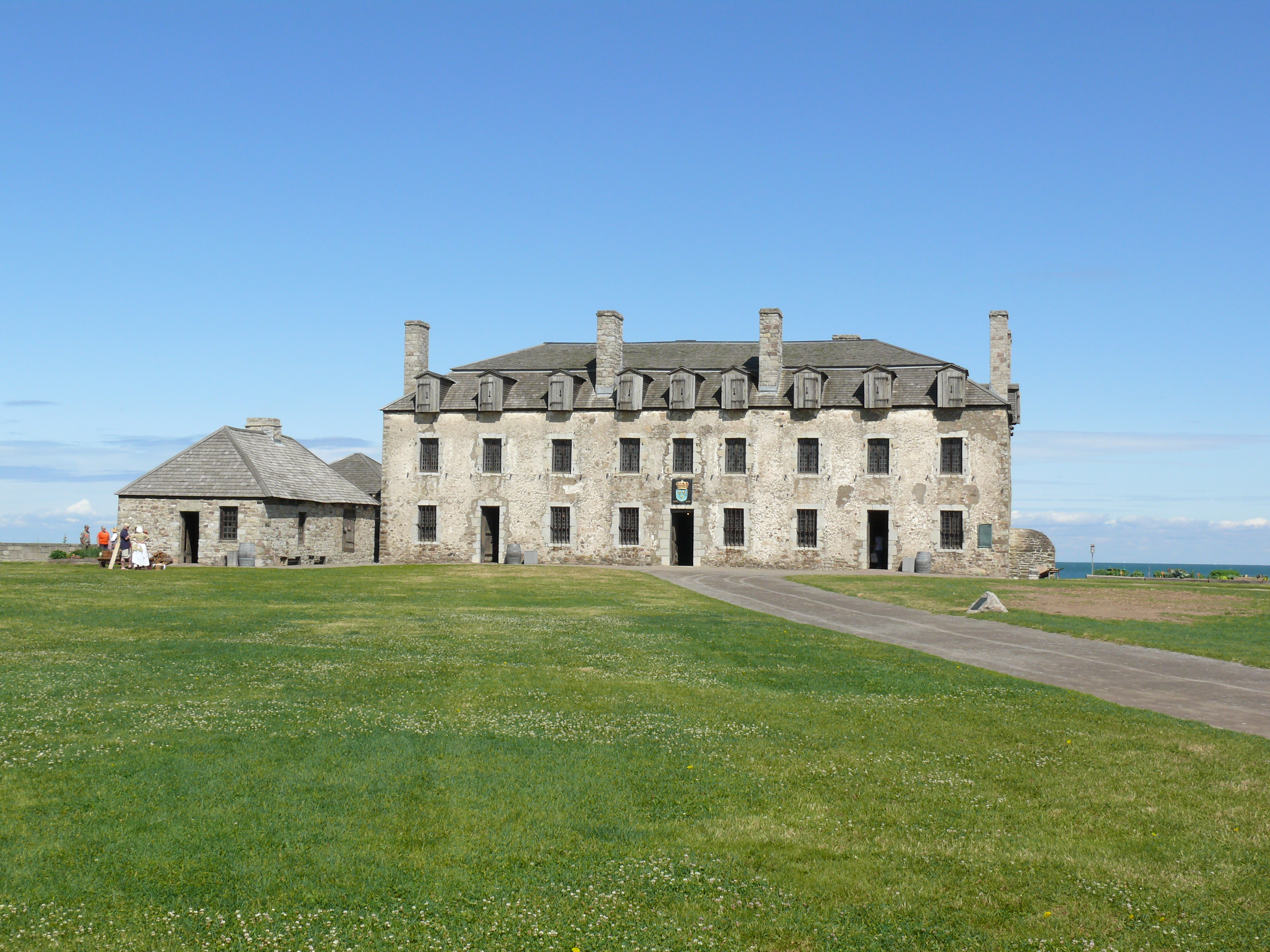
Fort Niagara

- Fort Pontchartrain du Détroit 1701-1796
- Fort de la Presqu'île 1753-1852
- Fort Richelieu 1665-?
- Fort Royal (Plaisance) 1687-1713
- Fort Rouillé (Toronto) 1720-1759
- Fort Rouge 1738-1741
- Fort Sainte-Anne 1686-1693
- Fort Saint-Antoine 1686-1731
- Fort Saint-Charles 1732-
- Fort Sainte-Croix 1683-
- Fort Saint-Jacques 1686-1713
- Fort Saint-Jean, La Vallée-du-Richelieu 1666 - détruit en 1760 et reconstruit par les Britanniques en 1775 avec petit port

- Fort Saint-Joseph 1691-1795
- Fort Saint-Nicolas 1685-
- Fort Saint-Pierre 1731-1812?
- Fort Sandoské 1747-1763

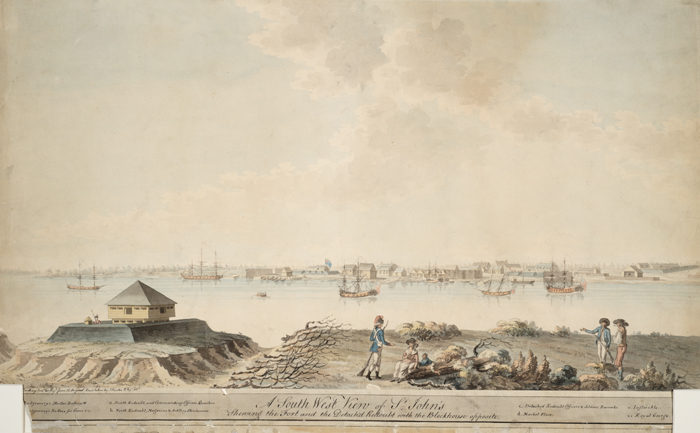
Fort Saint-Jean

- Fort Senneville 1671-1691; 1692-1776
- Fort Tourette 1683-1763
- Fort Trempealeau 1685-1731
- Fort Verchères 1672-
- Fort Vincennes 1731-1766
- Fort Ville-Marie 1642-74; démoli en 1688

## Régiments
- Armée française
  - Régiment de Carignan-Salières (Régiment de Carignan-Salières) - armée de volontaires (1665–1668)
    - François Cottineau, dit Champlaurier, membre de cette unité et ancêtre de sir Wilfrid Laurier

  - Régiment suisse de Karrer 1722-1745 (Louisbourg); 1747-1749 (Québec)
    - 176 soldats et 4 officiers 1740

  - Voyageurs canadiens - miliciens
  - Corps de milice d'artillerie (2 brigades) - 1723
  - Compagnies de réserve (2 unités) - 1750s
  - La garde du gouverneur général 1672-1682 - 20 gardes montés et carabiniers pour Louis de Buade, comte de Frontenac
  - Compagnie des canonniers-bombardiers de Québec 1750-1760 - 43 canonniers/bombardiers
  - Régiment de La Reine 1755-1760
  - Régiment de Guyenne 1755-1760 - 1759 - 436 soldats
  - Régiment de Berry (2 bataillons) 1755-1760  1757 - 908 soldats  1758 - 723 soldats
  - Régiment de Béarn 1755-1760 - 1759 - 454 soldats
  - Régiment de La Sarre 1755-1760 - 1759 - 489 soldats
  - Régiment Royal-Roussillon 1755-1760 - 1759 - 485 soldats

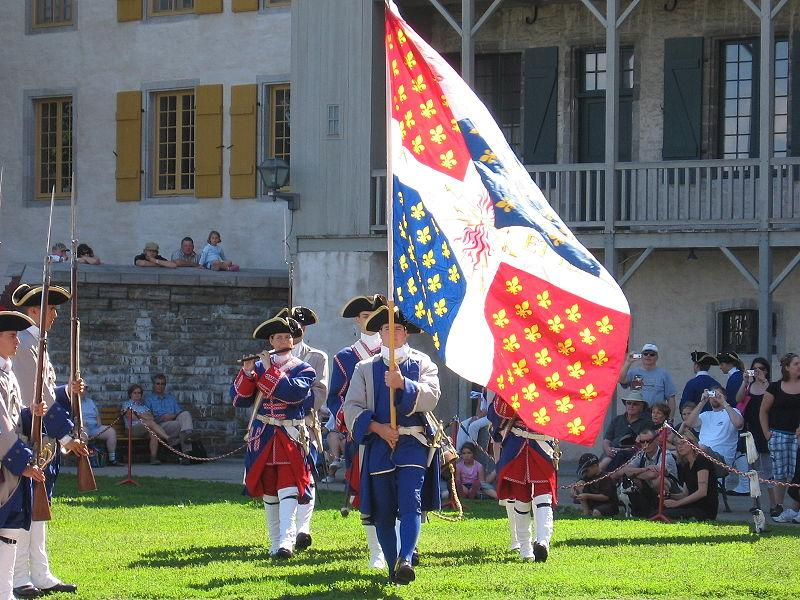
Compagnies Franches de la Marine

- - Régiment de Languedoc 1755-1760 - 1759 - 473 soldats
  - Régiment de Bourgogne 1755-1760
  - Régiment d'Artois 1755-1760 - 520 soldats
  - Régiment de Cambis 1758 - 680 soldats
  - Artillerie royale - 1759 - 66 artilleurs 
    - 2 compagnies

  - Maréchaussée - unité policière
- Marine royale
  - 28 Compagnies franches de la marine (corps naval) 1683-1755
    - 30 compagnies 1750 avec 1 500 soldats et 120 officiers

  - Compagnies franches de la Marine en Acadie
    - 4 compagnies avec 200 soldats et 12 officiers en 1702

  - Compagnies franches de la Marine à Plaisance
    - 3 compagnies avec 150 soldats et 9 officiers en 1690

  - Compagnies franches de la Marine à l'île Royale 1710s
    - 24 compagnies avec 1 200 soldats et 96 officiers en 1749

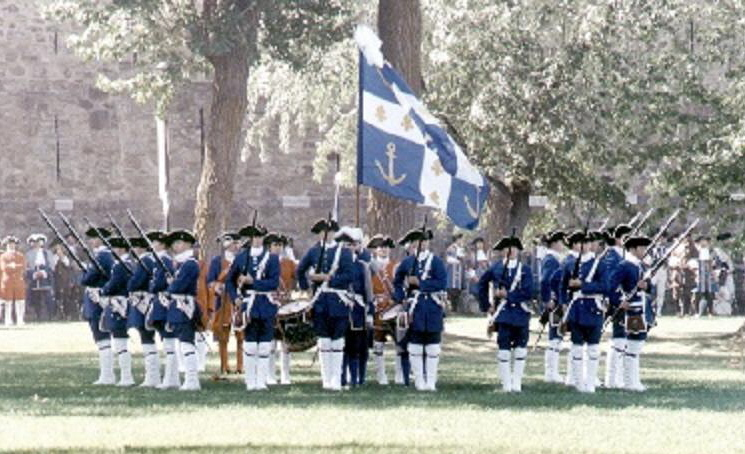
Troupes de la Marine

- - Bombardiers de la Marine 1702-1760 - 1759 - 108 bombardiers
  - Troupes de la Marine 1682-1755 - 1759 - 1 000 soldats
  - Pertuisaniers des Galères
- Milice canadienne
  - District de Québec: 1759 - 5,640 miliciens
  - District de Montréal: 1759 - 5,455 miliciens donc 4,200 envoyer à Québec
  - District de Trois-Rivières: 1759 - 1,300 miliciens donc 1,100 vers Québec
  - Cavalerie canadienne: 200 chevaliers
- Milice acadienne 1759 - 150 miliciens
- Amérindiens 1759 - 1,800

## Commandants militaires
- Jean-Armand Dieskau (1755)
- Louis-Joseph de Montcalm (1756)
- Chevalier de Lévis
- Louis Antoine de Bougainville
- François Charles de Bourlamaque

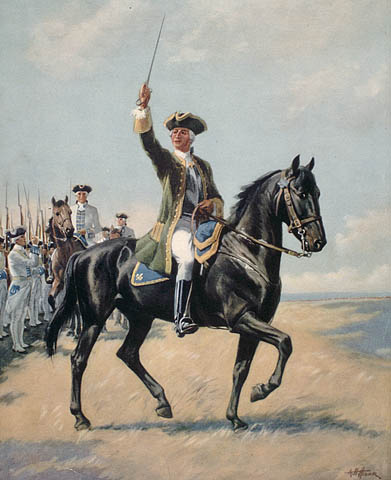
Général Montcalm

- Claude-Pierre Pécaudy de Contrecœur
- Marquis de Denonville
- Jean-Daniel Dumas
- Daniel Liénard de Beaujeu
- Louis Coulon de Villiers
- Pierre de Rigaud de Vaudreuil
- Chevalier de La Corne
- La Jonquière
- Baron de Longueuil
- Joseph-François Hertel de la Fresnière
- Eustache Lambert[2],[3]

## Marine royale du royaume de France
- Jean Vauquelin
- Duc d'Anville
- Joseph de Bauffremont
- Comte de La Galissonière
- Pierre LeMoyne d'Iberville

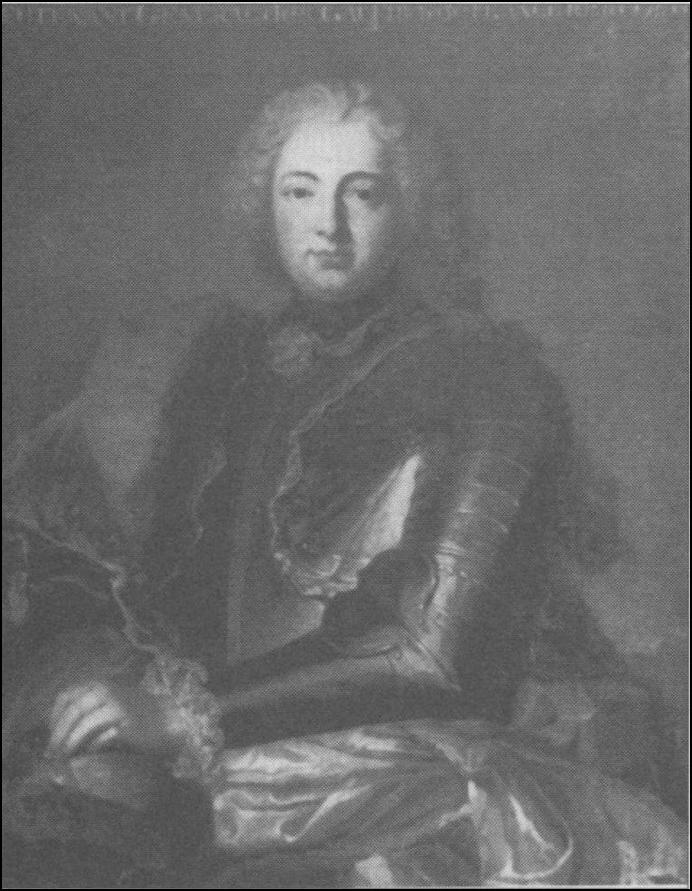
Le duc d'Anville.

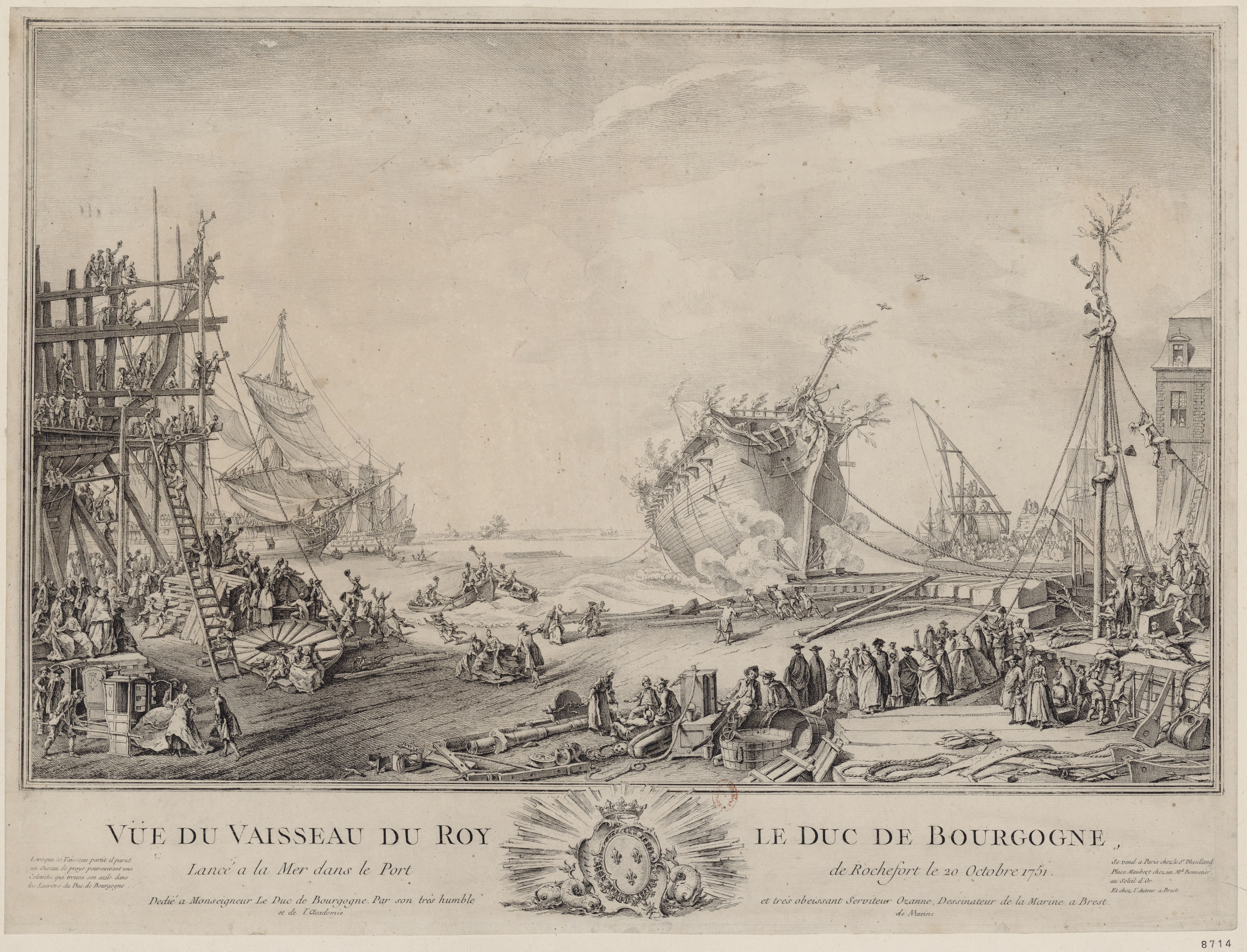
Le lors de son lancement en 1751.

- Louis Charles du Chaffault de Besné

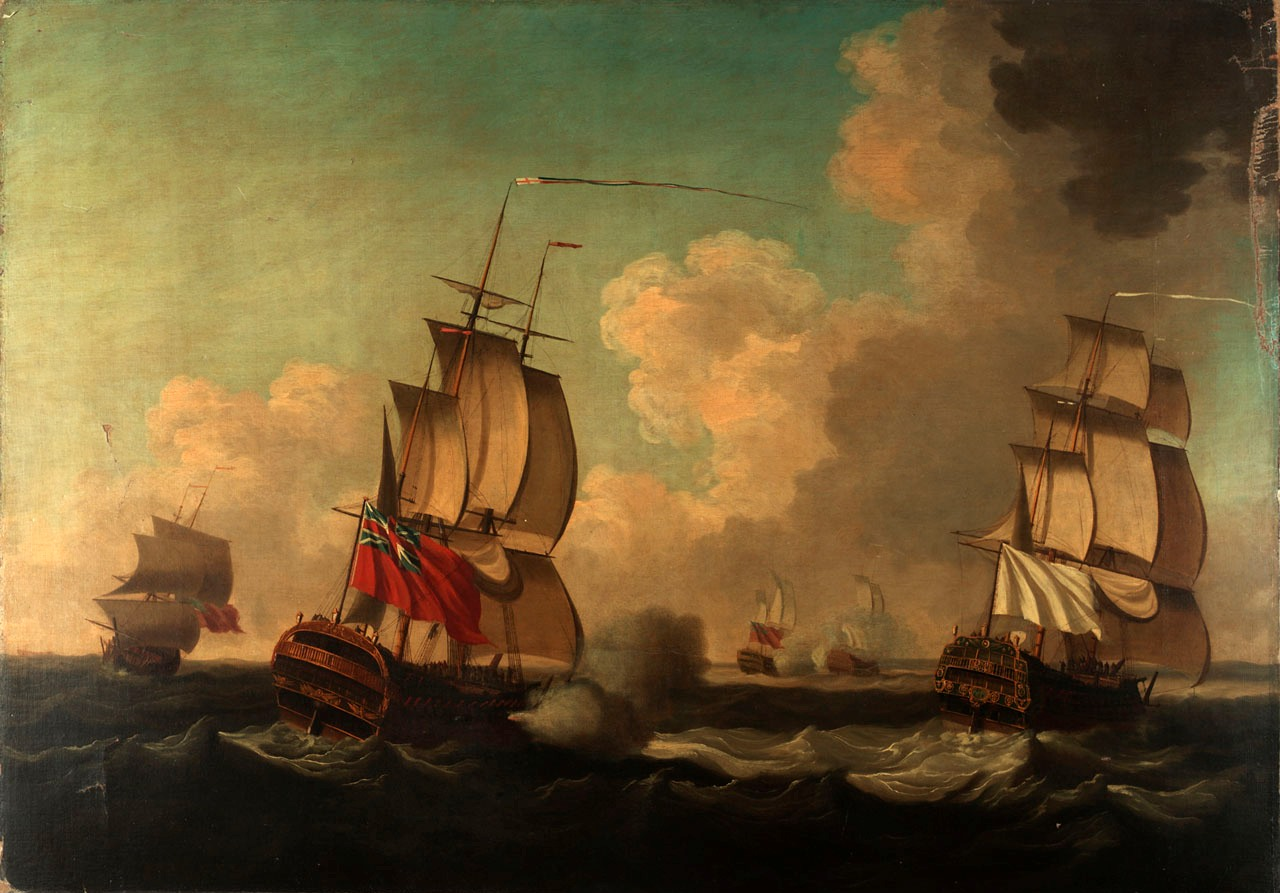
La capture de lAlcide et du Lys en 1755, au large de Terre-Neuve.

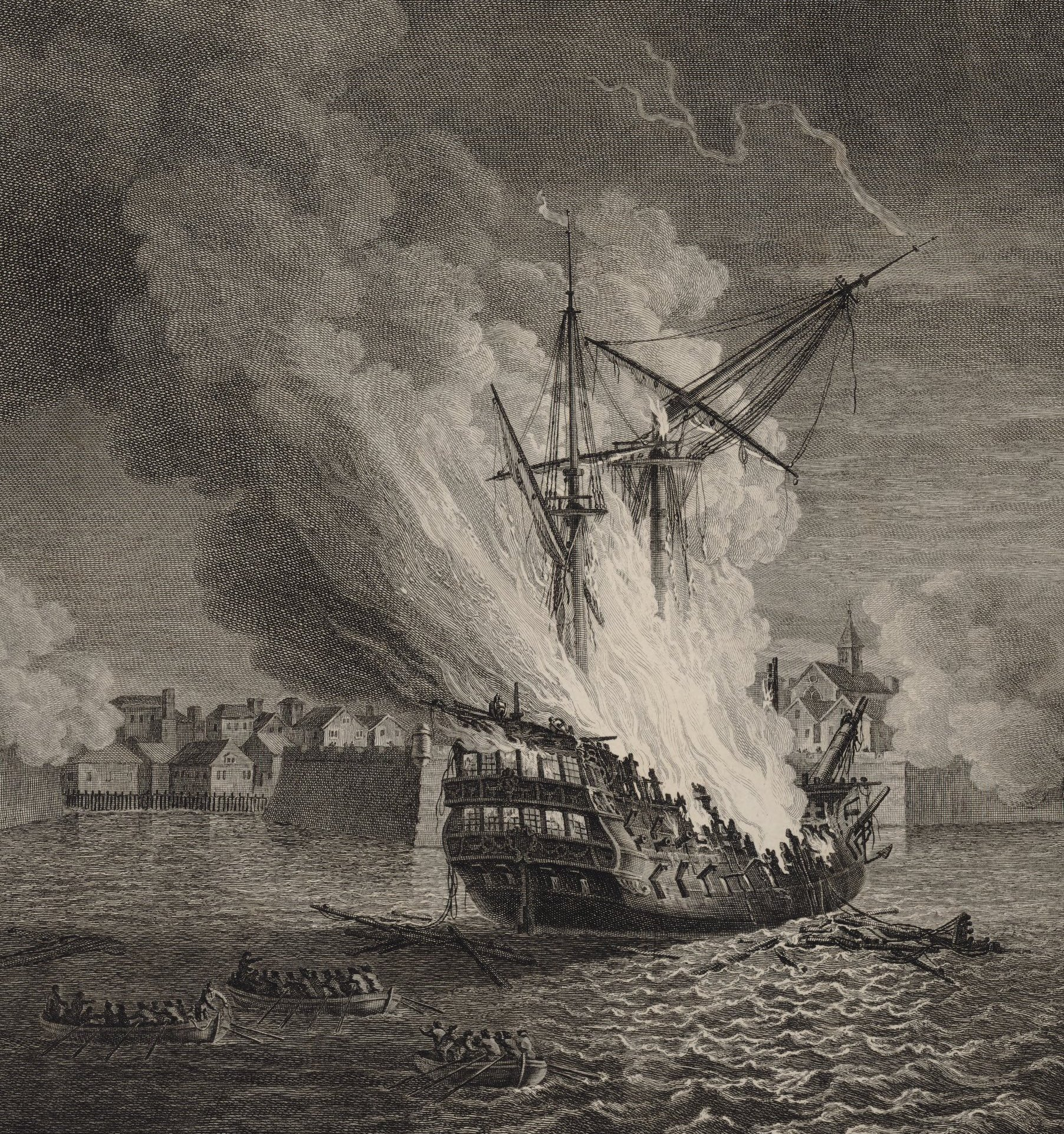
L'incendie du Prudent, en 1758, lors du siège de Louisbourg.

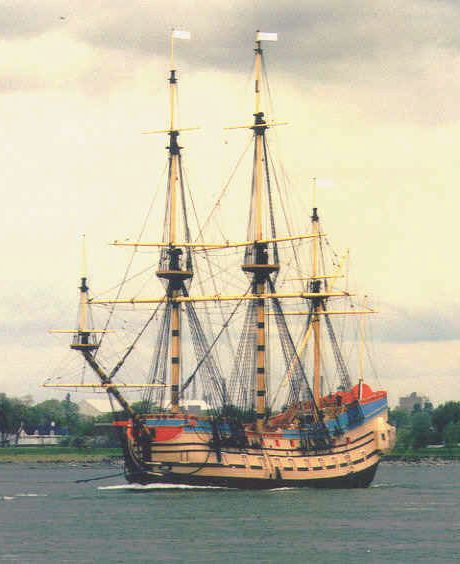
La reconstitution du Pélican.

- Comte Dubois de La Motte
- Beaussier de l'Isle

Navires français
- Actif 64 canons
- Aigle 50 canons
- Alcide 64 canons
- Améthyste 30 canons
- Apollon 56 canons
- Aquilon 42 canons
- Atalante 36 canons
- Auguste 50-58 canons
- Belliqueux 64 canons
- Bienfaisant 64 canons
- Bizarre 64 canons

- Bourgogne 74 canons
- Capricieux 64 canons
- Célèbre 64 canons
- Comète 30 canons
- Dauphin Royal 70 canons
- Défenseur 74 canons
- Diadème 74 canons
- Diane 24 canons
- Diligente 26 canons
- Duc de Bourgogne 80 canons
- Dragon 64 canons
- Entreprenant 74 canons
- Espérance 74 canons
- Eveillé 64 canons
- Fantasque 64 canons
- Fidèle 24 canons
- Fleur de Lys 30 canons
- Formidable 80 canons
- Héroïne 24 canons
- Héros 46-50 canons
- Héros 74 canons
- Illustre 64 canons

- Inflexible 64 canons
- Léopard 62 canons
- Lion 64 canons
- Lys 64 canons
- Machault 32 canons
- Opiniâtre 64 canons
- Orient 80 canons
- Palmier 74 canons
- Pélican 50 canons
- Pomone 36 canons
- Prudent 74 canons
- Raisonnable 64 canons
- Sirène 30 canons
- Sphinx 64 canons
- Tonnant 80 canons
- Profond (Flûte)
- Chameau (Flûte)
- Éléphant (Flûte)
- Dromadaire (Flûte)
- Portefaix (Flûte)

## Navires canadiens

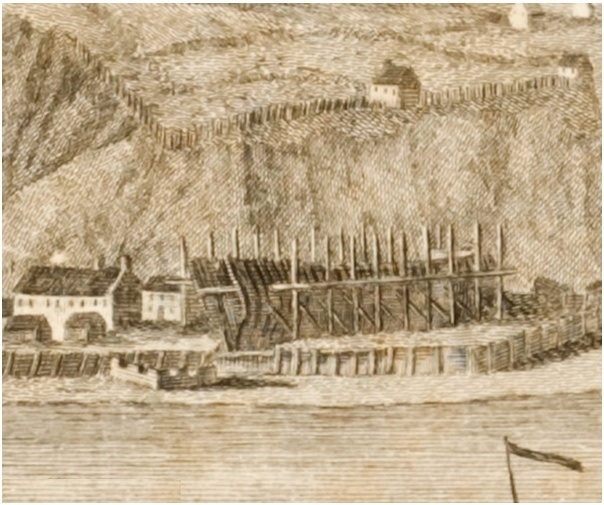
Le chantier naval de l’anse du Cul-de-Sac à Québec au milieu du XVIIIe siècle.

Listes de navires ancrés en Nouvelle-France:
- La Tempête

La construction des navires en Nouvelle-France était faite dans les facilités de Québec et de Louisbourg. À Québec, les particuliers avaient pour habitude de construire leurs navires sur les berges de la rivière Saint-Charles. En 1738, arriva de France un ingénieur-constructeur, René-Nicolas Levasseur, chargé de mettre sur cale des bâtiments militaires. En 1746, le chantier déménagea à l’anse du Cul-de-Sac près de la place Royale.
Navires construits à Québec :
- Navire de 500 tonnes lancé le 4 juin, 1742
- Caribou, vaisseau de 750 tonnes à 52 canons lancé le 13 mai 1744
- Castor, frégate de 26 canons lancée le 16 mai 1745
- Carcajou, corvette de 12 canons construite entre 1744 et 1745
- Le Canada, flûte de 40 canons construite entre 1739 et 1742
- Martre, frégate de 24 canons lancée le 6 juin 1746
- Saint-Laurent, vaisseau de 62 canons lancé le 13 juin 1748
- Orignal, vaisseau de 62 canons - échoué le 2 septembre 1750
- Algonquin, vaisseau de 72 canons lancé au mois de juin 1753
- Abénaquise, frégate de 36 canons lancée au printemps 1756
- frégate de 30 canons commencée en 1756, mais pas complétée

## Rangs

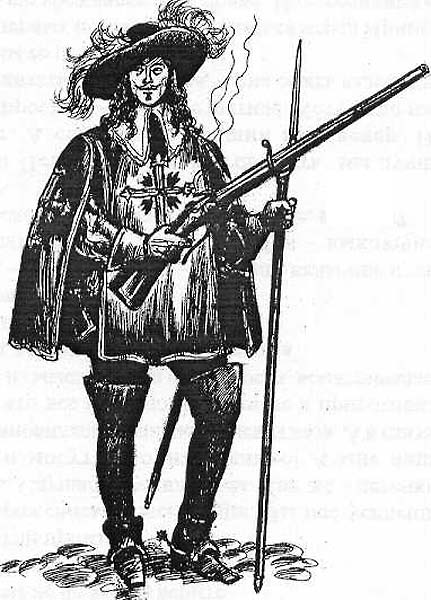
Carabinier

- Carabiniers
- Lieutenant
- Capitaine
- Caporal
- Tambourier
- Bombardier
- Sergent
- Grenadier
- Cornet
- Maître fusilier
- Fusilier
- Archers
- Enseigne en pied
- Enseigne en second

## Armes
- mousquets
  - mousquet légère
  - mousquets des marins
  - mousquets avec baïonnette utilisés par la marine
- épées
- pique
- hachette
- hallebarde